# フレーム越しの恋
「フレーム越しの恋」（フレームごしのこい）は、今井麻美の5枚目のシングル。2011年2月23日に5pb.から発売された。

## 概要
表題曲「フレーム越しの恋」は、 OVA『眼鏡なカノジョ』のオープニングテーマとして使用された。ジャケット写真は1月6日に撮影された。
カップリングの「夢のMAHOROBA」では、排他的な雰囲気がイメージされている。作詞はコンペで選ばれ、今井が最初に決めたものを一部変えるよう要請したが、結局最初のものに落ち着いた。ボーナス・トラックとして、2010年12月25日にShibuya WWWで行われたライブ「COLOR SANCTUARY」で披露された「シャングリラ」のライブバージョンが収録されている

### キャッチコピー
眼鏡な彼女は好きですか？

## 収録曲
1. フレーム越しの恋 [3:58]
作詞：濱田智之、作曲：藤間仁（Elements Garden）、編曲：幡手康隆
  - OVA『眼鏡なカノジョ』オープニングテーマ
2. 夢のMAHOROBA [4:06]
作詞：NECCI、作曲：濱田智之、編曲：真下正樹
3. フレーム越しの恋 -off vocal-
4. 夢のMAHOROBA -off vocal-
5. シャングリラ -live ver.-

## 収録アルバム
| 曲名             | 収録アルバム           | 発売日         |
| ---------------- | ---------------------- | -------------- |
| フレーム越しの恋 | 『Aroma of happiness』 | 2011年11月30日 |
| 夢のMAHOROBA     | 『Aroma of happiness』 | 2011年11月30日 |